# Chouafaa
Chouafaa (en àrab الشوافعة, ax-Xwāfaʿa; en amazic ⵛⵡⴰⴼⵄⴰ) és una comuna rural de la província de Kénitra, a la regió de Rabat-Salé-Kenitra, al Marroc. Segons el cens de 2014 tenia una població total de 18.436 persones.